# Atletismo nos Jogos Pan-Americanos de 2011 - Lançamento de martelo feminino
A competição do lançamento de martelo feminino foi um dos eventos do atletismo nos Jogos Pan-Americanos de 2011, em Guadalajara. Foi disputada no Estádio Telmex de Atletismo no dia 24 de outubro.

## Calendário
Horário local (UTC-6).
| Data          | Horário | Fase  |
| ------------- | ------- | ----- |
| 24 de outubro | 14:25   | Final |

## Medalhistas
| Ouro   | CUB Yipsi Moreno    |
| Prata  | CAN Sultana Frizell |
| Bronze | USA Amber Campbell  |

## Recordes
Recordes mundial e pan-americano antes da disputa dos Jogos Pan-Americanos de 2011.
| Tipo                             | Atleta        | Marca   | Local          | Data                |
| -------------------------------- | ------------- | ------- | -------------- | ------------------- |
|                                  | Betty Heidler | 79,42 m | Halle          | 21 de maio de 2011  |
| Recorde dos Jogos Pan-Americanos | Yipsi Moreno  | 75,20 m | Rio de Janeiro | 23 de julho de 2007 |

## Resultados

### Final
| Pos.              | Atleta            | País                  | 1     | 2     | 3     | 4     | 5     | 6     | Resultado | obs.                             |
| ----------------- | ----------------- | --------------------- | ----- | ----- | ----- | ----- | ----- | ----- | --------- | -------------------------------- |
| Medalha de ouro   | Yipsi Moreno      | CUB Cuba              | 73.67 | x     | x     | x     | x     | 75.62 | 75.62     | Recorde dos Jogos Pan-Americanos |
| Medalha de prata  | Sultana Frizell   | CAN Canadá            | 65.09 | x     | 66.96 | 68.90 | 70.11 | 25.74 | 70.11     |                                  |
| Medalha de bronze | Amber Campbell    | USA Estados Unidos    | 66.54 | x     | x     | 66.93 | x     | x     | 69.93     |                                  |
| 4                 | Arasay Thondike   | CUB Cuba              | 68.88 | x     | x     | x     | x     | 64.97 | 68.88     |                                  |
| 5                 | Keelin Godsey     | USA Estados Unidos    | 67.84 | 65.06 | x     | 67.24 | 62.61 | 61.41 | 67.84     |                                  |
| 6                 | Jennifer Dahlgren | ARG Argentina         | x     | 65.59 | x     | x     | 67.11 | x     | 67.11     |                                  |
| 7                 | Odette Palma      | CHI Chile             | x     | x     | 63.69 | x     | x     | 64.79 | 64.79     |                                  |
| 8                 | Rosa Rodríguez    | VEN Venezuela         | 64.07 | 64.78 | x     | x     | x     | 63.08 | 64.78     |                                  |
| 9                 | Josiane Soares    | BRA Brasil            | 59.73 | x     | 61.47 |       |       |       | 61.47     |                                  |
| 10                | Crystal Smith     | CAN Canadá            | x     | 60.26 | x     |       |       |       | 60.26     |                                  |
| 11                | Althea Charles    | ANT Antígua e Barbuda | 52.86 | 56.89 | 59.49 |       |       |       | 59.49     | Recorde pessoal                  |
| 12                | Johana Moreno     | COL Colômbia          | x     | 56.91 | 59.23 |       |       |       | 59.23     |                                  |
| 13                | Natalie Grant     | JAM Jamaica           | x     | x     | 57.73 |       |       |       | 57.73     |                                  |
| 14                | Zuleyma Mina      | ECU Equador           | 57.16 | x     | 56.72 |       |       |       | 57.16     |                                  |

Legenda
| Recorde mundial                  | Recorde mundial (World record)               |                       | Recorde africano                      | Recorde africano (African) |                                           | Q | Classificado por posição (Qualified) |
| Recorde dos Jogos Pan-Americanos | Recorde pan-americano (Pan-American record)  | Recorde da América    | Recorde da América (Americas)         | q                          | Classificado por melhor tempo (Qualified) |   |                                      |
| Melhor marca do ano              | Melhor marca do ano (World leading)          | Recorde asiático      | Recorde asiático (Asian)              | DNS                        | Não largou (Did not start)                |   |                                      |
| Recorde nacional                 | Recorde nacional (National record)           | Recorde europeu       | Recorde europeu (European)            | DNF                        | Não terminou (Did not finish)             |   |                                      |
| Recorde pessoal                  | Recorde pessoal do atleta (Personal best)    | Recorde da Oceania    | Recorde da Oceania (Oceania)          | DSQ / DQ                   | Desclassificado (Disqualified)            |   |                                      |
| Recorde da temporada             | Recorde da temporada do atleta (Season best) | Recorde sul-americano | Recorde sul-americano (South America) | NM                         | Sem marca (No mark)                       |   |                                      |